# Mistrzostwa Świata w Biathlonie Sztafet Mieszanych 2005
1. Mistrzostwa Świata w Biathlonie Sztafet Mieszanych odbyły się 20 marca 2005, podczas finałowych zawodów Pucharu Świata 2004/2005 w rosyjskim Chanty-Mansyjsku.
Każdy z zawodników musiał przebiec 6 km podczas których dwa razy miał zameldować się na strzelnicy. Pięć najlepszych narodów w klasyfikacji Pucharu Narodów mogło wystawić po dwie drużyny, zaś pozostali po jednej. Do startu zgłoszono 23 reprezentacje, z których 22 ukończyły rywalizację. 

## Wyniki
- Data : Niedziela 20 marca 2005

| Medal | Zawodnik                                                                          | Narodowość | Strzelanie                              | Wynik      | Strata  |
| ----- | --------------------------------------------------------------------------------- | ---------- | --------------------------------------- | ---------- | ------- |
|       | Rosja I Olga Pylowa Swietłana Iszmuratowa Iwan Czeriezow Nikołaj Krugłow          | RUS I      | 0+5 0+4 0+1 0+2 0+2 0+0 0+1 0+0 0+1 0+2 | 1:13:24,16 |         |
|       | Rosja II Anna Bogalij-Titowiec Olga Zajcewa Siergiej Czepikow Siergiej Rożkow     | RUS II     | 1+4 0+3 0+0 0+0 1+3 0+0 0+0 0+0 0+1 0+3 | 1:13:31,45 | +7,3    |
|       | Niemcy I Uschi Disl Kati Wilhelm Michael Greis Ricco Groß                         | GER I      | 1+5 0+10 1+3 0+3 0+1 0+2 0+0 0+3        | 1:13:58,35 | +34,2   |
| 4.    | Czechy Kateřina Holubcová Irena Česneková Roman Dostal Michal Šlesingr            | CZE        | 0+2 1+4 0+0 0+0 0+0 0+1 0+0 0+0 0+2 1+3 | 1:14:00,01 | +36,0   |
| 5.    | Francja II Delphyne Peretto Anne Laure Mignerey Julien Robert Ferréol Cannard     | FRA        | 0+5 0+4 0+1 0+0 0+1 0+1 0+0 0+3 0+3 0+0 | 1:14:10,00 | +45,9   |
| 6.    | Francja I Sandrine Bailly Florence Baverel-Robert Vincent Defrasne Raphaël Poirée | FRA        | 1+3 0+6 0+0 0+2 0+0 0+0 1+3 0+3 0+0 0+1 | 1:14:32,00 | +1:07,9 |
| 7.    | Ukraina Oksana Chwostenko Nina Łemesz Andrij Deryzemla Wjaczesław Derkacz         | UKR        | 0+5 0+7 0+0 0+0 0+2 0+3 0+1 0+3 0+2 0+1 | 1:14:34,20 | +1:10,1 |
| 8.    | Polska Krystyna Pałka Magdalena Gwizdoń Wiesław Ziemianin Tomasz Sikora           | POL        | 0+5 0+4 0+0 0+0 0+1 0+3 0+1 0+0 0+3 0+1 | 1:14:47,18 | +1:23,0 |
| 9.    | Słowenia I Teja Gregorin Tadeja Brankovič Janez Ožbolt Janez Marič                | SLO        | 0+5 0+4 0+0 0+3 0+0 0+0 0+1 0+1 0+2 2+3 | 1:16:13,10 | +2:49,0 |
| 10.   | Norwegia Tora Berger Liv-Kjersti Eikeland Halvard Hanevold Stian Eckhoff          | NOR        | 0+4 3+8 0+3 0+2 0+0 2+3 0+0 0+0 0+1 1+3 | 1:16:36,10 | +3:12,0 |